# Тургунов, Юлдашбай
Юлдашба́й Тургу́нов (узб. Йўлдошбой Турғунов; 1901 год, село Дехкан-кишлак, Ошский уезд — 1978 год, село Кызыл-Шарк, Кара-Суйский район, Ошская область) — хлопковод, бригадир колхоза «Кызыл-Шарк» (в дальнейшем имени Таширова) Кара-Cуйского района Ошской области, Киргизская ССР. Герой Социалистического Труда (1948).

## Биография
Родился в 1886 году в селе Дехкан-кишлак Ошского уезда (ныне — Кара-Суйский район) в крестьянской семье, по национальности узбек.
В 1930 году одним из первых вступает в колхоз и активно участвует в его организационном укреплении. С 1936 года по 1965 год трудился бригадиром хлопководческой бригады в колхозе «Кызыл-Шарк» (в дальнейшем имени Таширова) Кара-Суйского района.
В 1947 году бригада Юлдашбая Тургунова собрала в среднем по 89,2 центнера хлопка-сырца с каждого гектара на участке площадью 6 гектаров. Это был рекордный показатель для страны. Указом Президиума Верховного Совета СССР от 26 марта 1948 года удостоен звания Героя Социалистического Труда с вручением ордена Ленина и золотой медали «Серп и Молот».
Проработал в колхозе до выхода на персональную пенсию союзного значения до 1965 года.
Скончался в 1978 году в селе Кызыл-Шарк Кара-Суйского района.

## Награды
- Герой Социалистического Труда (20.03.1951)
- 3 Ордена Ленина
- Орден Трудового Красного Знамени
- орден Знак Почёта